# 日本喫煙具協会
一般社団法人日本喫煙具協会（にほんきつえんぐきょうかい、英: THE JAPAN SMOKING ARTICLES CORPORATE ASSOCIATION、略称JSACA）は、ライターやパイプなどの喫煙具に関する製造業者、流通業者、輸出入業者により組織された業界団体であり、以前は経済産業省所管の社団法人である。

## 概要
- 本部 - 〒111-0042 東京都台東区寿3-19-5
- 設立 - 1976年
- 会長 - 深代洋平（株式会社フカシロ代表取締役社長）
- 会員 - 正会員48社、賛助会員5社（2019年8月2日現在）

## 主な事業
- 喫煙具やタバコ全般の知識を習得できる「喫煙具アドバイザー資格」認定講座の実施。
- 喫煙具カタログの発行（年1回）
- 毎年11月11日をライターの日と定め、それに合わせて2006年より広報イベント「喫煙具の祭典」を開催。2008年からは、ライターの似合う著名人「LIGHTER MAN」の選定を実施。2008年は宮川大輔、2009年は石田純一であった。
- 1982年より、「シガレットライター安全基準」を策定。これに基づいた形式確認検査を実施している[1]。